# Zwartteugelpapegaai
De zwartteugelpapegaai (Tanygnathus gramineus) is een vogel uit de familie Psittaculidae (papegaaien van de Oude Wereld). De wetenschappelijke naam van de soort werd als Psittacus gramineus in 1788 gepubliceerd door Johann Friedrich Gmelin. Het is een door habitatverlies kwetsbaar geworden vogelsoort die alleen voorkomt op de Molukken.

## Kenmerken
De vogel is 40 tot 42 cm lang en overwegend dofgroen gekleurd. De snavel van het mannetje is rood en bij het vrouwtje lichtroze tot meer grijs. De vogel heeft een blauwgrijze waas op de kruin en de wangen en er loopt een dunne zwarte streep ("teugel") tussen de bovenkant van de snavel en het oog, vandaar de Nederlandse naam.

## Verspreiding en leefgebied
Deze soort is  endemisch  op het eiland Buru in de zuidelijke Molukken, een eilandengroep in het oosten van de Indische Archipel, gelegen tussen (met de klok mee) Celebes, de Filipijnen, Nieuw-Guinea en Timor. De leefgebieden van deze vogel liggen in natuurlijke bossen boven de 1000 meter boven zeeniveau. De vogel heeft een nachtelijke leefwijze en daardoor is er weinig over bekend.

## Status
De grootte van de populatie werd in 2016 door BirdLife International geschat op 2,5 tot tien duizend volwassen individuen. De populatie-aantallen nemen af door habitatverlies. Het leefgebied, vooral op lagere hoogten, wordt aangetast door ontbossing, waarbij natuurlijk bos plaats maakt voor agrarisch gebruikt land. Hoger gelegen bos is er nog wel, maar heeft geen beschermde status. Om deze redenen staat deze soort als kwetsbaar op de Rode Lijst van de IUCN.
Er gelden beperkingen voor de handel in deze parkiet, want de soort staat in de Bijlage II van het CITES-verdrag.